# Luana Génot
Luana Souza Martins Génot (Rio de Janeiro, 11 de outubro de 1989) é uma diretora executiva e fundadora do Instituto Identidades do Brasil (ID_BR) que através da Campanha Sim à Igualdade Racial apoia empresas e organizações a desenvolverem ações afirmativas para inclusão de negros e indígenas. 
Mãe da Alice, Luana nasceu no Rio de Janeiro em 1989. Como escritora atua como colunista semanal do Jornal O Globo, na Revista Ela e é também autora de livros como "Mais Forte - Entre Lutas e Conquistas", lançado em 2021 e "Sim à igualdade racial", sendo o último finalista do Prêmio Jabuti em 2020. 
É apresentadora do programa Sexta Black no canal GNT e jurada fixa no game show de negócios e empreendedorismo 'Ideias à Venda' da Netflix. 
Desde 2021 é Curadora de Convivência no Museu do Amanhã. Formada em publicidade e propaganda pela PUC-RIO, tem mestrado em Relações Étnico-Raciais pelo Cefet-RJ e Pós graduação em Marketing pelo IED Rio. Faz parte da Rede de Líderes Responsáveis da BMW Foundation. 
Foi voluntária na campanha de Barack Obama e antes do ID_BR, trabalhou na área de marketing em multinacionais da área de beleza e entretenimento.
Faz parte da Rede de Jovens Líderes do Fórum Econômico Mundial.

## Biografia
Luana Génot nasceu em 1989 e foi criada pela mãe, funcionária pública e técnica de enfermagem, e pela avó, no bairro da Penha, zona norte do Rio de Janeiro. Desde criança se debateu com a problemática racial, aos 9 anos teve que mudar de escola porque a cor negra da sua pele e o cabelo a tornavam alvo de ofensas racistas por parte dos seus pares.

## Percurso
Génot abordou questões relacionadas com a identidade e a igualdade racial durante todo o seu percurso universitário. Em 2010, ingressou na Pontifícia Universidade Católica (PUC) do Rio de Janeiro para comunicação social e publicidade e enquanto estudante organizou eventos sobre a temática “ID_BR Cara: Pele: Jeito”. Em 2012, foi bolsista do Programa Ciência Sem Fronteiras, no curso de Comunicação Social, na University of Wisconsin - Madison, Estados Unidos da América, onde especializou-se na área de raça, etnia e mídia. Nessa etapa trabalhou com ações de identidade e inclusão na Coalizão Multicultural Estudantil.. Tornou-se mestre em Relações Étnico-Raciais pelo Centro Federal de Educação Tecnológica Celso Suckow da Fonseca (CEFET) do Rio de Janeiro com a dissertação #SimÀIgualdadeRacial: Análise Discursiva de depoimentos sobre raça no Facebook em março de 2017.
Durante a sua estadia nos EUA, trabalhou na agência de publicidade Burrell Communications, em Chicago, focada sobretudo no público afro-americano. Foi também neste período, e após contacto com o gabinete de apoio da campanha de reeleição de Barack Obama, quando Génot se tornou voluntária para registar eleitores e distribuir panfletos de apoio a Barack Obama.
Em 2016, fundou o Instituto Identidades do Brasil, do qual é a directora-executiva. O Instituto Identidades do Brasil tem como embaixadoras Luisa Trajano, que comanda a rede Magazine Luiza, e a poeta Elisa Lucinda. Este Instituto é uma ONG que atua na promoção da igualdade racial no mercado de trabalho brasileiro e pretende promover e estimular a diversidade étnico-racial no mundo corporativo.
Através do Instituto Identidades do Brasil, Génot foi responsável pela criação da campanha de promoção da igualdade racial "Sim à Igualdade Racial" que em 2017 reuniu anónimos e famosos como a cantora Elza Soares, os actores Bruno Gagliasso, Sérgio Loroza e Giovanna Ewbank ou a empresária Luisa Trajano. Também organiza anualmente o Fórum Sim à Igualdade Racial, evento que reúne um conjunto de profissionais negros dentre CEOs, jornalistas, pesquisadores, directores executivos de empresas e tem como objetivo a discussão de temáticas relacionadas com a diversidade étnico-racial no mercado laboral e no mundo empresarial. No âmbito deste fórum foi criado o prémio "Sim à Igualdade Racial" cujo objetivo é reconhecer os principais nomes e instituições que atuam em prol da igualdade racial no Brasil.
Enquanto representante do fórum que criou, em julho de 2018, Génot foi convidada para o programa televisivo Diálogos de Esperança, da GloboNews, comandado por Pedro Bial, para falar sobre educação e racismo. Este programa contou com a participação de mobilizadores do projecto Criança Esperança, uma parceria da Globo com a UNESCO.
Em junho de 2019, Génot foi uma das convidadas para o debate Igualdade Racial: Género, Raça e Mercado de Trabalho, promovido pela Organização das Nações Unidas para a Educação, a Ciência e a Cultura no Brasil (UNESCO), em parceria com o Fundo de População das Nações Unidas (UNFPA), a Organização Internacional do Trabalho (OIT), a ONU Mulheres e a coordenação do Sistema ONU, com moderação de Marlova Jovchelovitch Noleto, representante e diretora da UNESCO no Brasil.
Genot é Líder do Comitê de Igualdade Racial do Grupo Mulheres do Brasil e foi a primeira colunista negra no caderno "ELA" do jornal O Globo. Neste caderno a jornalista escreve regularmente sobre questões relacionadas com o racismo, a desigualdade racial e as mulheres negras em particular.. Também neste caderno, e durante a pandemia da Covid 19, tem escrito sobre o impacto económico e laboral que esta pandemia tem sobre as mulheres negras.
Foi a anfitriã da cerimônia de entrega do Prêmio Sim à Igualdade Racial 2023, ao lado de Tom Mendes.

## Publicações
Em 2020, o livro escrito por Génot, “Sim à Igualdade Racial - Raça e Mercado de Trabalho” (ISBN 8534705607), foi publicado pela Pallas Editora. A obra está ligada à dissertação de mestrado da autora em Relações Étnico-Raciais e aborda o papel fundamental das empresas na mudança do cenário atual de desigualdade racial no mercado laboral brasileiro. O estudo de caso foi o Brasil e reflete sobre o conceito ‘raça’ aplicado na trajetória pessoal e profissional de cada entrevistado.

## Prémios
- Em 2016, Génot foi premiada na categoria Melhor atividade pública de conscientização racial do II Prêmio EMPREGUEAFRO de valorização da Diversidade Étnico-racial.[33]
- Em 2019, foi incluída na lista dos 25 profissionais Top Voices LinkedIn.[34]
- Em 2020, foi indicada à categoria de Melhor Autora do Prémio Ubuntu 2020.[35][36]